# صباایده
فناوران ایده‌پرداز صبا یا صباایده یکی از شرکت‌های فعال فناوری اطلاعات در ایران است که در سال ۱۳۸۳ تأسیس گردید. مدیرعامل صباایده محمد جواد شکوری‌مقدم است. وبگاه‌های کلوب، میهن‌بلاگ، لنزور، صباویژن، آپارات، آپارات کودک، آپارات اسپرت، فیلیمو و فیلیمو مدرسه از محصولات شرکت صباایده هستند.
مقر اصلی این شرکت در محله ظفر در تهران قرار دارد. شمار کارکنان این شرکت نیز بیش از ۱۶۰ نفر است.
سایت‌های کلوب، میهن بلاگ و لنزور هر سه در دهه ۹۰ تعطیل شدند.
این شرکت در اواخر سال ۱۳۹۸ با خرید سهام سینماتیکت، مالک مهم‌ترین پلتفرم فروش آنلاین بلیط سینما در ایران شد.

## تاریخچه
شرکت صباایده در دی ۱۳۸۳ بنیان‌گذاری شد و تاکنون بر روی استارتاپ‌های گوناگون ایرانی سرمایه‌گذاری کرده‌است. این شرکت همچنین در فهرست ۵۰ شرکت نوپای برتر مؤسسه کارآفرینی گوگل در سال ۲۰۱۵ قرار گرفت.